# RK Lokomotiva Zagreb
Rukometni Klub Lokomotiva Zagreb er en kroatisk kvindehåndboldklub fra den kroatiske hovedstad Zagreb og spiller til daglig i den Kroatiske førsteliga. Cheftræneren er Nenad Šoštarić, siden sommeren 2016.
Klubben var det mest succesrige hold i, da de deltog ved de jugoslaviske mesterskaber og vandt i alt otte mesterskaber mellem 1956 og 1970. I 1975 nåede holdet finalen i EHF Cuppen, efter at have vundet sit niende mesterskab. De følgende femten år var dog mislykkede, hvor Radnički Beograd dominerede mesterskabet. Holdet genopstod i 1991 og vandt både den sidste udgave af det jugoslaviske mesterskab og EHF Cuppen, som var klubbens første internationale titel, efter finalesejr over tyske Bayer Leverkusen i finalen.
Efter Jugoslaviens opløsning blev Lokomotiva omdøbt til Kraš Zagreb, og vandt den første udgave af den nye kroatiske liga, men dog ikke længe før rivalerne RK Podravka Koprivnica overtog og dominerede den kroatiske liga i samtlige sæsoner. Klubben vendte tilbage til sit oprindelige navn i 2003 og klubben vandt de to mesterskabstitler og fire pokalturneringer. Senest vandt holdet EHF Challenge Cup i 2017.
Lokomotiva havde hele 8 spillere på holdkortet da det kroatiske landshold vandt historiske bronzemedaljer ved EM 2020 i Danmark (Lucija Bešen, Dora Kalaus, Larissa Kalaus, Paula Posavec, Stela Posavec, Tena Japundža, Kristina Prkačin og Andrea Šimara). Også holdets cheftræner Nenad Šoštarić var samtidig landsholdets landstræner.

## Titler
- EHF Cup
  - 1991
- EHF Challenge Cup
  - 2017
- Kroatiske førsteliga
  - 1992, 2004, 2014, 2022
- Hrvatski rukometni kup
  - 1992, 2005, 2007, 2014, 2018, 2021
- Jugoslaviske mesterskab
  - 1956, 1959, 1962, 1964, 1965, 1968, 1969, 1970, 1974, 1991
- Jugoslaviske pokalturnering
  - 1956, 1957, 1958, 1959, 1960, 1965, 1971, 1988

## Spillertruppen 2021-22
| Målvogtere - 01 Lena Ivančok - 16 Iva Brkljačić - 98 Lucija Bešen Venstre fløj - 07 Andrea Šimara - 10 Ivona Skalić - 13 Nives Stanić Højre fløj - 03 Lara Burić - 17 Tena Japundža - 22 Kala Kosovac - 96 Josipa Mamić Stregspillere - 06 Lara Fureš - 19 Ines Lisjak - 20 Antonia Čivljak | Bagspillere Venstre back - 09 Terezija Ćurić - 14 Tena Petika - 31 Andrea Sedloska Playmaker - 08 Stela Posavec - 44 Iva Zrilić - 55 Ana Malec - 88 Kristina Prkačin Højre back - 05 Josipa Kaselj - 15 Dora Kalaus - 25 Maja Bilandžić - 30 Ivana Dežić |